# Edisto Beach
Edisto Beach é uma cidade  localizada no estado norte-americano de Carolina do Sul, no Condado de Colleton.

## Demografia
Segundo o censo norte-americano de 2000, a sua população era de 641 habitantes.
Em 2006, foi estimada uma população de 714, um aumento de 73 (11.4%).

## Geografia
De acordo com o United States Census Bureau tem uma área de
6,1 km², dos quais 5,5 km² cobertos por terra e 0,6 km² cobertos por água. Edisto Beach localiza-se a aproximadamente 2 m acima do nível do mar.

## Localidades na vizinhança
O diagrama seguinte representa as localidades num raio de 32 km ao redor de Edisto Beach.